# Disease mongering
 Mise en garde médicale
L’expression « façonnage de maladie » (ou disease mongering pour les anglophones) désigne (plutôt péjorativement) la pratique de firmes pharmaceutiques consistant à inventer des maladies (ou à élargir les frontières diagnostiques (descriptions nosographiques) de maladies  ou états existants et traitables comme la mauvaise haleine, le surpoids, la « bedaine », la calvitie masculine, la cholestérolémie, l’hypertension artérielle, le ronflement, la timidité, certains troubles de l'érection, l’ostéoporose, la scoliose, voire certaines phobies sociales,et états mentaux tels que le Trouble déficitaire de l'attention avec ou sans hyperactivité, dépression et troubles bipolaires), tout en promouvant - généralement avec d’importants moyens de communication, voire de manière agressive - une « sensibilisation » du grand public à ces nouvelles maladies.
Ce façonnage, qualifié de « charlatanisme nouveau » par un article de la revue Médecine en 2012, est motivé par la possibilité pour ces firmes de vendre beaucoup plus de certains médicaments. Si ces médicaments ont des effets secondaires, ils peuvent à leur tour induire des traitements et la consommation d’autres médicaments pour traiter ces effets secondaires. Ces médicaments peuvent avoir un coût sanitaire indirect et ils ont un cout financier pour les systèmes de sécurité sociale.
Parmi les entités bénéficiant de la vente et de l'administration accrue de traitements figurent des sociétés pharmaceutiques, des médecins, des praticiens alternatifs, les pharmacies et d'autres organisations professionnelles ou de consommateurs, etc. 
Il ne s’agit pas de promulgation de diagnostics factices ou non reconnus (puisque le façonnage passe par une définition d’une nouvelle maladie ou par l’extension de la définition d’une maladie déjà reconnue ou par l’association de maladies existantes pour former un nouveau syndrome).

## Terminologie
Le terme « façonnage » a des racines anciennes, que l’on retrouve notamment dans certains métiers de l’artisanat ou de l’industrie (agroalimentaire y compris avec par exemple les métiers de bouche ou le fromager, poissonnier ou charcutier qui façonnent des produits pour leur donner une autre apparence ou un autre goût).
Selon Brun et al. (2015) « Façonnage de maladies » » n’est pas une bonne traduction de disease mongering, mongering évoquant aussi[pas clair] la notion de marchandisation. En traduction non littérale, l’expression est souvent traduite en français comme  « promotion de maladie », ou  par « fabrique de malades ». On a aussi parlé de « la Stratégie de Knock » (d’après le personnage du Dr Knock inventé par Jules Romain en 1923 et selon qui « Tout bien portant est un malade qui s'ignore »).

## Histoire
Depuis le milieu des années 1970 au moins, les laboratoires pharmaceutiques privés pratiquent le condition branding (gestion de marque des maladies), leurs marketeurs utilisant des experts médicaux et des autorités de santé pour lancer et façonner de nouvelles maladies à travers des conférences, des interventions dans les médias, des unbranded campaigns (campagnes publicitaires où il n’est pas fait explicitement mention de la marque du médicament).Ainsi en mars 1976, dans la revue Fortune, Henry Gadsden, alors PDG du groupe pharmaceutique Merck, interrogé par W. Robertson dit « Je veux que nous soyons comme Wrigley's et que nous vendions à tout le monde. »
Ceci est dénoncé dès la fin des années 1970 par certains médecins (ex : Hasquin, H., Sournia, J. C., & Govaerts, A. en 1979).
Lynn Payer, écrivain spécialisé dans le domaine de la santé, a utilisé pour la première fois en 1992 l'utilisation de « façonnage de pathologies » pour désigner «l'invention» ou la promotion de maladies dans l’objectif de tirer profit de leur traitement. Elle a utilisé cette expression pour qualifier une campagne de bains de bouche (lancée par la marque Listerine contre la mauvaise haleine).
Lynn Payer a défini le « façonnage de maladie »  comme un ensemble de pratiques comprenant les éléments suivants : 
- affirmer que des expériences humaines normales sont anormales et nécessitent un traitement (ce qui passe parfois dans le vocabulaire, par le renommage d’un état banal, comme la timidité, rebaptisée « trouble d'anxiété sociale »[16]) ;
- prétendre reconnaître une souffrance non présente ou l’exagérer fortement ;
- définir ou redéfinir une maladie de manière qu’elle touche un grand nombre de personnes, idéalement tout au long de la vie ;
- définir la cause d’une maladie comme une carence ambiguë ou un déséquilibre hormonal ;
- faire parler de la maladie via une campagne de relations publiques ;
- diriger l’encadrement de la discussion publique sur cette maladie ;
- utiliser abusivement les statistiques pour exagérer les avantages du traitement ;
- définir d’un critère clinique douteux en recherche ;
- annoncer un traitement sans effet secondaire ;
- présenter un symptôme commun (ex. : bedaine) comme une maladie grave.

Il est difficile de scientifiquement évaluer l’incidence d’affections qui n’étaient pas antérieurement définies comme des maladies médicalisées  en raison de la nature sociale et politique inhérente à la définition de ce qui constitue une maladie et des aspects de la condition humaine qui devraient être gérés en fonction de la nature de la maladie.
Par exemple, la mauvaise haleine, la « maladie » qui a poussé L. Payer à utiliser l'expression « façonnage de maladie », n'est pas un simple stigmate social imaginaire, mais peut provenir de toute une gamme de pathologies  (allant d'une infection bactérienne des gencives à une insuffisance rénale). La mauvaise haleine est reconnue par le Conseil scientifique de l'American Dental Association comme « un état reconnaissable qui mérite une attention professionnelle".
Certains comme M Epstein en 2014 ou comme le directeur du « Nordic Cochrane Centre », Peter Gøtzsche en 2013 appellent à un retour à une médecine plus éthique et dénoncent des méthodes et comportements institutionnalisés, au sein du Big Pharma, relevant du crime organisé et conduisant à des dérives où les pratiques de l’industrie du médicament tuent plus qu’elles ne soignent, pour le seul profit financier des compagnies et de leurs actionnaires, approche également retenue par la criminologue Anna Eszter Laskai en 2016 .

## Mécanismes
Selon Cassels (2013) et Ray Moynihan, ce processus le façonnage d’une maladie ou d’un syndrome passe typiquement par les étapes suivantes  :
1. production d’essais cliniques[22] (avec éventuels biais statistiques[23])  et de publication d’études par un grand laboratoire sur la maladie, les signes précurseurs de la maladie et/ou sur l'efficacité d'un nouveau médicament (dont pour la prévention) ;
2. publication de statistiques dramatiques à partir des études les plus en faveur  de l’existence de la maladie (qui aurait été sous-estimée, qui serait émergente) ou du syndrome que le laboratoire veut mettre en avant ;
3. manipulation ou recrutement d’influenceurs (« Leaders d’opinions ») qui sont par exemple d’éminents médecins / spécialistes pour promouvoir la maladie et/ou son traitement ou médicament ; en omettant généralement de signaler les effets néfastes ou contre-indications ;
4. lancement et/ou financement de larges campagnes de « sensibilisation à la maladie, incluant la diffusion d’autodiagnostics ou de diagnostics gratuits débouchant chez de très nombreuses personnes sur la conclusion qu’elle serait non diagnostiquée, mais malade ou à risque…
5. recrutement de groupes de patients qui seront le «visage public» de la maladie.

Dans les nombreux pays où la publicité pour les médicaments est interdite, les industriels financent des campagnes d’informations sur les maladies et leurs signes précurseurs, pour inciter les patients à demander des diagnostics et des traitements. Dans le même temps les visiteurs médicaux payés par les laboratoires cherchent à influencer les médecins — en omettant de signaler dans 50 % des visites les effets néfastes ou contre-indications note Cassels en 2013, qui précise que dans moins de 5 % des visites promotionnelles le représentant signale au moins un effet secondaire grave et un non grave.
Sous prétexte de prévention et dépistage, la recherche d’indices présents chez presque tout le monde est aussi une « corne d’abondance » pour l’industrie médicale via par exemple la banalisation de :
- prescriptions de scintigraphie du corps entier ;
- dépistages de cholestérolémie ;
- dépistages des cancers du sein et de la prostate ;
- dépistages du cancer colorectal et du col de l’utérus ;
- dépistages des troubles visuels ;
- dépistages des troubles de santé mentale ;
- autodépistages (par test de type questions/réponses) d’une « déficience en testostérone » ;
- dépistages pulmonaires ;
- dépistages osseux ;
- dépistages génétiques;

## Quelques exemples
- Ostéoporose : En 2002, le journaliste médical australien Ray Moynihan a enquêté pour le British Medical Journal sur les firmes pharmaceutiques, ce qui l’a conduit à alerter sur le fait que des laboratoires façonnent notre perception des maladies pour vendre plus de médicaments. Il a ainsi fait valoir dans le journal British Medical Journal que l'industrie pharmaceutique cherchait à faire reconnaître cet état chez un grand nombre de femmes, pour augmenter ses bénéfices commerciaux en augmentant la vente de médicaments supposés traiter cet état induit par la ménopause. Selon lui, cette situation nuit aux patients[3]. Son utilisation de l'ostéoporose comme exemple d'une maladie "inventée" dans cet article a incité le président de la British National Osteoporosis Society à vivement répliquer, affirmant que l'article insultait les personnes atteintes d'ostéoporose et que diagnostiquer ce syndrome et le traiter minimisait considérablement le risque de fractures invalidantes avec séquelles durables[24].

- R. Moynihan a publié une satire de « façonnage de maladie » dans la revue BMJ (dans l’édition du Jour du poisson d'avril 2006), intitulée "Les scientifiques découvrent une nouvelle maladie : le « trouble de déficit de motivation » (« motivational deficiency disorder » pour les anglophones), ici présentée comme potentiellement mortelle car conduisant le patient à une moindre motivation pour respirer[25].

- Le syndrome des jambes sans repos[26] ;
- Le déficit en testostérone[27] ;
- le dysfonctionnement érectile[28] ;
- le trouble du désir sexuel hypoactif[29] ;
- certaines de ces affections sont reconnues comme des troubles médicaux par les sociétés médicales professionnelles[30] et par l'Institut national de la santé et de l'excellence clinique[31] ;
- en 2014, un comité consultatif de la FDA a décidé de limiter l'utilisation de produits de thérapie de remplacement de la testostérone en raison du risque cardiovasculaire potentiellement accru associé à leur utilisation[32].

## Exemples de médicaments lancés à grand renfort de publicité puis interdits pour leurs effets secondaires
- Rofecoxib (Vioxx, Merck)[33]
- Sibutramine (Meridia)
- Bextra (valdécoxib)
- Cérivastatine (Baycol)
- Rosiglitazone (Avandia)
- Estrogen-progestin therapies (Prempro)

### Dans le monde
Selon S Olivesi (2013) les laboratoires pharmaceutiques ont maintenant comme objectif de « produire non pas des médicaments répondant à des pathologies particulières mais d’inventer des maladies qui concernent le plus de personnes afin d’étendre leur marché, de modifier à cette fin les seuils de diagnostic, de façonner le partage du normal et pathologique selon une norme qui, pour parler comme Georges Canguilhem,, emprunte de moins en moins au vivant lui-même et de plus en plus aux techniques de marketing ». Ils deviennent des « producteurs de représentations sociales parvenant à modifier la définition du normal et du pathologique à l’échelle de la société. Et, pour ce faire, le financement de la recherche doit permettre d’orienter celle-ci pour faire émerger de nouveaux types de pathologies économiquement viables. Ce financement doit investir massivement l’ensemble de la chaîne d’information pour instaurer un contrôle généralisé sur celle-ci s’étendant depuis la production scientifique du vrai jusqu’à sa diffusion sociale par toutes sortes de relais au premier rang desquels figurent les journalistes » 
Tout la chaîne d’information médicale peut être ainsi influencée : de la production de données scientifiques et médicales (en amont) jusqu’aux clients destinataires des médicaments ou produits de soins (en aval), en passant par les organismes de contrôle sanitaire, les agences de communication, les médecins et autres acteurs du soin, les journalistes. Les visiteurs médicaux, les prescripteurs (médecins) et les distributeurs (pharmaciens) sont conditionnées par le travail de « façonnage » opéré à grande échelle.

### En France
Le « Façonnage de maladies » a notamment été dénoncé en France par Bruno Toussaint, par  Philippe Even (directeur de l’Institut Necker) qui affirme que des groupes pharmaceutiques, pour vendre plus de médicament cherchent à étendre le marché de chaque maladie 

## Reconnaissance académique
En 2006 s'est tenue à Newcastle, en Australie, une conférence internationale rapportée dans la revue scientifique PLoS Medicine, à propos du disease mongering. Au sujet du disease mongering, le journaliste médical Ray Moynihan (en) a fait passer un poisson d'avril dans la rubrique « Informations » du  journal médical anglais BMJ d'avril 2006 : ce billet s'intitulait « Des scientifiques identifient une nouvelle maladie : le trouble de manque de motivation. Cette condition pourrait s'avérer fatale étant donné qu'elle diminue la motivation à respirer  ».

## Controverse, et effet de perte de confiance
S'il existe des cas avérés et parfois bien étudiés de disease mongering et de dépistage ou traitement abusif, il existe aussi de véritables maladies émergentes, et des cas « limites » ou nécessitant une prise en charge médicale. À la suite d'excès ou scandales médicaux, il est également tentant pour certains   « conspirationnistes » ou victimes d’abus médicaux d'en voir derrière chaque maladie émergente ou nouveau médicament.
Particulièrement évoquée dans les discussions au sujet des diagnostics psychiatriques, l'expression est fréquemment utilisée par les partisans du mouvement de l'anti-psychiatrie et les critiques venant de la Scientologie dans leurs discours critiques de la psychiatrie et spécifiquement de la biopsychiatrie. Troubles du déficit de l'attention (TDA) et maladie maniaco-dépressive ou troubles bipolaires sont de bons exemples de cette critique.
Les tenants de cette critique défendent l'opinion selon laquelle les industriels du médicament ne devraient informer le grand public que sur les grandes options du traitement alors que la véritable prescription ne devrait s'effectuer que lors du colloque singulier entre le patient et son médecin. Leurs opposants rétorquent que cette façon de faire conduirait à la prescription inappropriée de médicaments, par erreur intrinsèque ou au bénéfice des industriels du médicament, tout en nuisant plutôt qu'en aidant les patients.

## Solutions?
Cassels recommande de s’informer sur les maladies et médicaments en se fiant à des organismes clairement sans liens avec l’industrie pharmaceutique, comme, selon lui, la Société Internationale de Bulletins sur les Médicaments (ISDB).